# Lorenzo di Pierfrancesco de’ Medici

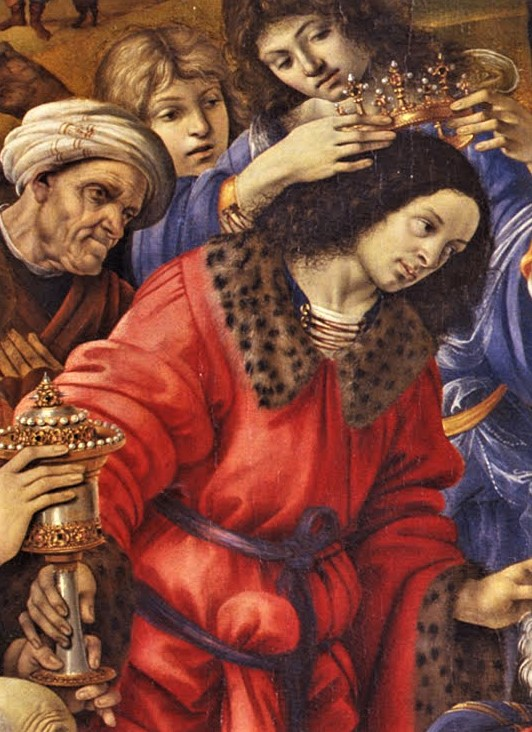
Porträt Lorenzo il Popolano, Detail aus Anbetung der Könige von Filippino Lippi, 1496 (Uffizien)

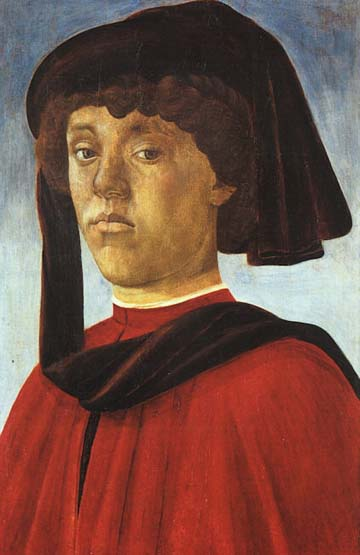
Porträt eines jungen Mannes, evtl. Lorenzo di Pierfrancesco, von Sandro Botticelli, 1470 (Galleria Palatina)

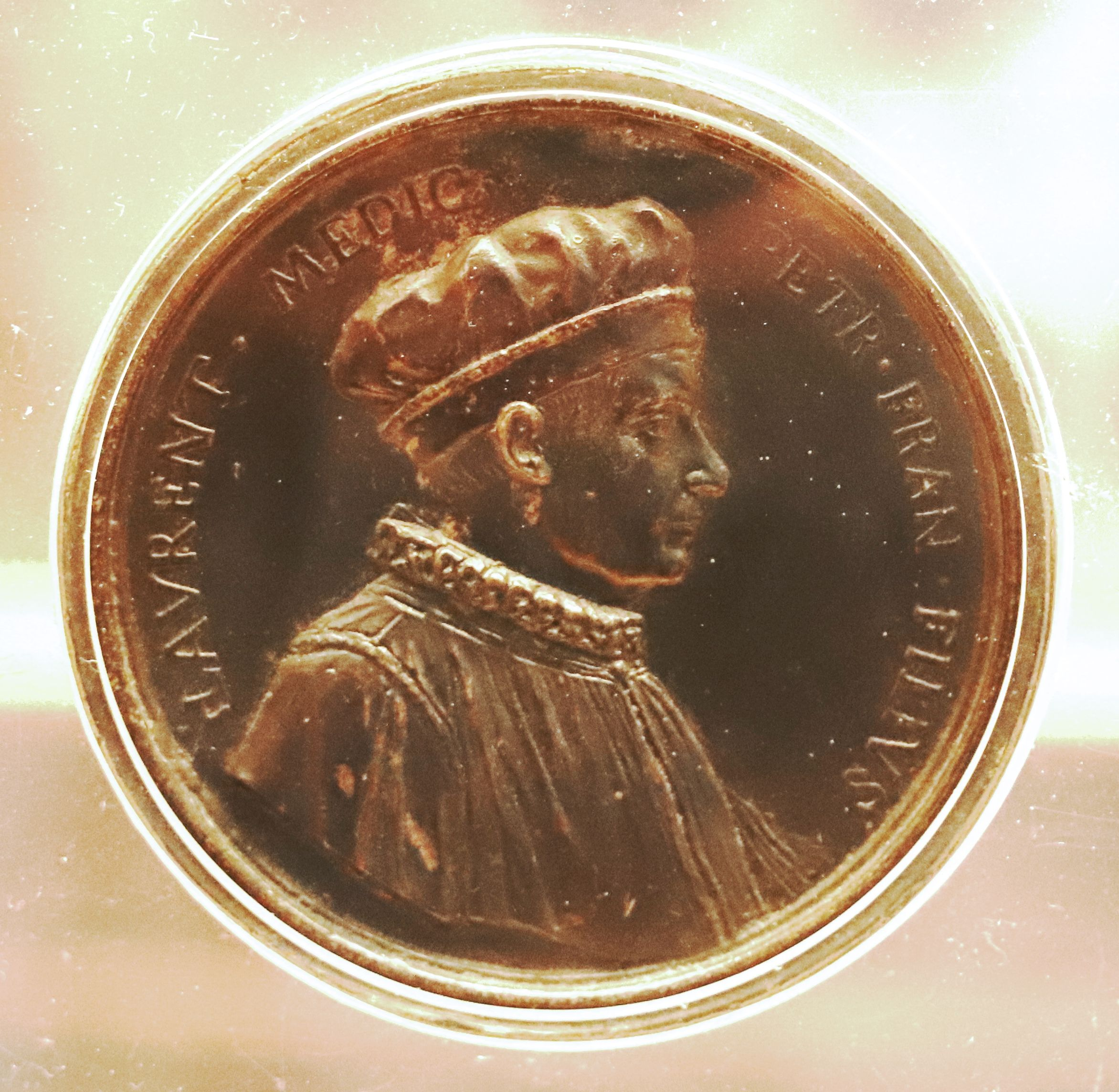
Bildnis-Medaille von Antonio Selvi, 1739/40 (Museo dell'Accademia Etrusca)

Lorenzo di Pierfrancesco de’ Medici (* 4. August 1463 in Florenz; † 20. Mai 1503 in Florenz) war ein Angehöriger der jüngeren Linie der Medici. Nach dem frühen Tod des Vaters 1476 kamen Lorenzo und sein Bruder Giovanni unter die Vormundschaft ihres Cousins Lorenzo de’ Medici. Vermögensstreitigkeiten führten zum Familienzwist, sodass sich die Brüder offen gegen die Herrscher von Florenz stellten und den Namen Popolani annahmen. Seit 1494 führten beide den Beinamen „il Popolano“.

## Leben

### Herkunft
Lorenzo wurde als erster Sohn von Pierfrancesco di Lorenzo de’ Medici (1430–1476/77) und dessen Ehefrau Laudomia († 1482), einer Tochter von Agnolo Acciaioli († nach 1467), in Florenz geboren.
Die Familie von Lorenzos Mutter gehörte zum Patriziat von Florenz, ein Zweig der Acciaioli herrschte von 1388 bis 1460 im Herzogtum Athen. Agnolo Acciaioli war Geschäftspartner und politischer Verbündeter von Giovanni di Bicci de’ Medici (1360–1429) und unterstützte später auch dessen Sohn Cosimo (1389–1464). Er führte jedoch 1466 einen Aufstand gegen Piero di Cosimo de’ Medici an und wurde nach dessen Scheitern 1467 lebenslang aus Florenz verbannt.
Lorenzos Vater Pierfrancesco, der mit den Frondeuren des Jahres 1466 sympathisierte, war der einzige Sohn von Lorenzo di Giovanni de’ Medici (1395–1440) und dessen Ehefrau Ginevra Cavalcanti, die dem Florentiner Patriziat entstammte. Lorenzo di Giovanni war der jüngere Sohn von Giovanni di Bicci sowie der jüngere Bruder von Cosimo den Alten und begründete die jüngere Linie der Medici.

### Die Vormundschaft Lorenzos des Prächtigen
Pierfrancesco de’ Medici regelte kurz vor seinem Tod († 1476/77) testamentarisch, dass nach seinem Ableben die Brüder Lorenzo der Prächtige (1449–1492) und Giuliano (1453–1478) aus der älteren Linie der Medici die Vormundschaft über seine minderjährigen Söhne Lorenzo und Giovanni erhalten. Lorenzo der Prächtige übernahm die Verwaltung ihres Erbes und gewährte den verwaisten Verwandten eine gute Erziehung. So zählte zu ihren Lehrern die bedeutenden italienischen Humanisten Angelo Poliziano und Marsilio Ficino.
Lorenzo der Prächtige hatte sich schon bei Pierfrancesco größere Summen Geld ausgeliehen, die er bei dessen Tod noch nicht zurückgezahlt hatte. Die Pazzi-Verschwörung von 1478 brachte Lorenzo weitere finanzielle Schwierigkeiten, die er nur durch das Zugreifen auf das Vermögen der Söhne Pierfrancescos überwinden konnte. Später zwang er seine Mündel, ihm weitere beträchtlichen Bargeldbestände zur Verfügung zu stellen. Im Jahre 1480 schuldete der Prächtige den Brüdern Lorenzo und Giovanni Zehntausende Fiorini. Deren finanzielle Lage war nun ebenfalls prekär, sie konnten ihre Steuern nicht bezahlen. Steuerschulden führten aber in Florenz zum Ausschluss aus allen öffentlichen Ämtern und somit zum Verlust von politischer Macht. Letztlich folgte daraus das Zerwürfnis zwischen Pierfrancescos Söhnen und ihrem Vormund.
Im Jahr 1484 verklagte Lorenzo di Pierfrancesco Lorenzo den Prächtigen zur Herausgabe des ererbten Vermögens. Ein Jahr später kam es zum Vergleich. Der Schiedsspruch des Gerichts zwang den Prächtigen, den Söhnen Pierfrancescos zum Ausgleich für seine Schulden, seinen Besitz im Mugello zu überlassen. Lorenzo der Prächtige bemühte sich den Familienzwist zu überwinden und verlobte deshalb 1487 seine Tochter Luisa mit Giovanni. Aber Giovannis Braut starb wenige Monate später, das Verhältnis zwischen Lorenzo den Prächtigen und den Söhnen Pierfrancescos blieb weiterhin zerrüttet.

### „Il Popolano“
Nach dem Tod ihres einstigen Vormunds († 8. April 1492) bekannten sich Lorenzo und Giovanni offen gegen den neuen Herrscher von Florenz Piero di Lorenzo de’ Medici (1472–1503). Am 14. Mai 1494 wurden sie von Piero des Verrats an Karl VIII., König von Frankreich, bezichtigt und verbannt; Lorenzo zog sich in die Villa in Castello zurück, Giovanni in die Villa del Trebbio. (Als 20-Jähriger hatte Lorenzo als Florentiner Abgesandter bei der Zeremonie zur Amtseinführung Karls VIII. assistiert und diese Gelegenheit genutzt, Kontakte am französischen Hof zu knüpfen.) Im Gefolge Karls VIII., der mit seinem Heer bereits Mailand (unter Ludovico Sforza) und Pavia (unter Gian Galeazzo Sforza) unterworfen hatte, kehrten die Brüder am 17. November 1494 nach Florenz zurück. Um einerseits ihre Verbundenheit zum Volk, andererseits ihre Distanz zur Politik der Medici zu dokumentieren, hatten sie ihren Familiennamen in Popolani (‚die Volkstümlichen‘ oder ‚dem Volke wohlgesinnt‘) geändert. Einige Tage vor dem Einmarsch (9. November) war Piero gestürzt und verbannt worden – zusammen mit seinen Brüdern Giovanni (1475–1521) – dem späteren Papst Leo X. – und Giuliano (1479–1516) – dem späteren Herzog von Nemours.

### Ehe
1481 arrangierte Lorenzo der Prächtige die Verbindung seines Cousins mit Semiramide Appiano (1464–1523), Tochter des Jacopo III. Appiano (1422–1474), Fürst von Piombino; Ehevertrag April 1481, Heirat am 19. Juli 1482. Die Ehefrau brachte nicht nur eine üppige Mitgift (4.000 Goldflorin) mit, sondern schuf auch eine verwandtschaftliche Verbindung zu den einflussreichen Aragoniern in Neapel. Das Paar wohnte im Palazzo Medici Riccardi in der Via Larga (ht. Via Cavour) in Florenz und auf dem Landgut in Castello bzw. der Villa del Trebbio und hatte fünf Kinder: Pierfrancesco (1485–1525), Averardo (1488–1495), Laudomia (1502 Heirat mit Francesco Salviati), Ginevra und Vincenzo.

### Porträts
Lorenzos Äußeres ist durch mehrere Darstellungen überliefert. Als gesichert gilt sein Porträt als einer der heiligen drei Könige in der Anbetung der Magier des Florentiner Künstlers Filippino Lippi von 1496. Darin wird dem in ein prächtiges rotes Gewand mit Pelzbesatz gekleideten Lorenzo die Krone aufgesetzt (oder abgenommen?). Dass er die Gabe des mit den Gesichtszügen Giovannis versehenen Magiers berührt, weist möglicherweise auf die brüderliche Verbindung der „Popolani“ hin. Ob das Porträt eines Mannes betitelte Frühwerk von Sandro Botticelli tatsächlich den Knaben Lorenzo di Pierfrancesco de‘ Medici zeigt, wäre noch zu belegen.
Als weitere gesicherte Porträts gelten zwei Medaillen. Beide tragen die Inschrift LAVRENTIVS • DEMEDICIS • III und zeigen die Person im Profil nach rechts. Die Urheber sind ebenso ungesichert wie die Datierungen: Mal werden die Bronzearbeiten dem Medailleur Niccolò di Forzore Spinelli (1430–1514), genannt Niccolò Fiorentino (nicht zu verwechseln mit dem bedeutenderen Bildhauer und Architekten Niccolò di Giovanni Fiorentino, 1418–1506?), zugeschrieben, mal als Werk „in der Manier“ dieses Medailleurs bezeichnet. Die Datierungen reichen von 1485 bis um 1500: Die Medaille im Museo Nazionale del Bargello entstand wahrscheinlich 1495/96 nach einem Gemälde von etwa 1485, die Medaille in der Bibliothèque nationale de France wird mal als „ältestes Porträt“ bezeichnet und mal auf die „letzten Lebensjahre“ des Dargestellten datiert.
Die 111 Bronzemedaillen umfassende Medici-Serie des italienischen Bildhauers und Medailleurs Antonio (Francesco) Selvi (1679–1753) enthält auch die Bildnisse von Lorenzo il Popolano und Semiramide d’Appiano. Sie orientieren sich an Porträts, die zu deren Lebzeiten gefertigt wurden. Exemplare befinden sich z. B. im Münzkabinett in Berlin, im Museo dell’Accademia Etrusca in Cortona und im Museo di Casa Martelli in Florenz. Die Medaille mit der Inschrift LAVRENT • MEDIC • PETR • FRAN • FILIVS zeigt den nach rechts Blickenden in gesetztem Alter. Seine Kleidung – ein lose fallendes Gewand mit schmaler Krause und Toque (tocco) als Kopfbedeckung – ist eher typisch für das 16. Jahrhundert. Im Allgemeinen wird die Medaille auf 1739, spätestens 1740 datiert.

### Kunstliebhaber und Mäzen
Wie viele Mitglieder der Familie Medici tat sich auch Lorenzo di Pierfrancesco als Kunstfreund und -mäzen hervor. Wer bei Sandro Botticelli (1444–1510) die berühmten Kunstwerke Primavera (Allegorie des Frühlings) und Minerva und Kentaur in Auftrag gegeben hat, ist nicht ganz geklärt (zumindest ersteres wahrscheinlich Lorenzo der Prächtige). Beide waren jedoch von Anfang an für den Palazzo in der Via Larga bestimmt und hingen im – offenbar der Braut gewidmeten – Vorzimmer zum Gemach des Lorenzo di Pierfrancesco: das in eine Pinienholz-Rückwand integrierte Tafelbild Primavera über einem Sofabett (lettuccio), das später entstandene Leinwandgemälde Minerva und Kentaur über einer Tür. Nach dem Tode Lorenzos gingen beide Kunstwerke – wie auch die großformatige Geburt der Venus – an seinen Neffen Giovanni dalle Bande Nere und wurden in die Villa di Castello gebracht. Nachweislich für Lorenzo di Pierfrancesco geschaffen wurde der Bilderzyklus zu Dantes Divina Commedia: ein Spätwerk Botticellis, dessen Fertigstellung wahrscheinlich durch den Tod des Auftraggebers verhindert wurde.
Auch andere Künstler und Intellektuelle genossen die Freundschaft oder Protektion Lorenzos. Sie dankten es ihm auf verschiedene Art und Weise: Der griechische Dichter Michael „Tarchaniota“ Marullus (1453–1500) widmete Lorenzo seine 1497 veröffentlichten Hymni et Epigrammata – genauso wie der Politiker und Historiker Bartolomeo Scala (1430–1497) seine (unvollendete) Geschichte von Florenz. Der Bildhauer Michelangelo (1475–1564) schuf für ihn einen Jungen heiligen Johannes (um 1495, leider verlorengegangen oder nie eindeutig identifiziert). Der Entdecker Amerigo Vespucci (ca. 1454–1512), Freund seit Studientagen, sendete die meisten seiner Briefe aus der Neuen Welt an Lorenzo di Pierfrancesco, Nach dessen Tod widmete er ihm sein berühmtes Werk Mundus Novus (1503–1504).